# Franciszek Czapek

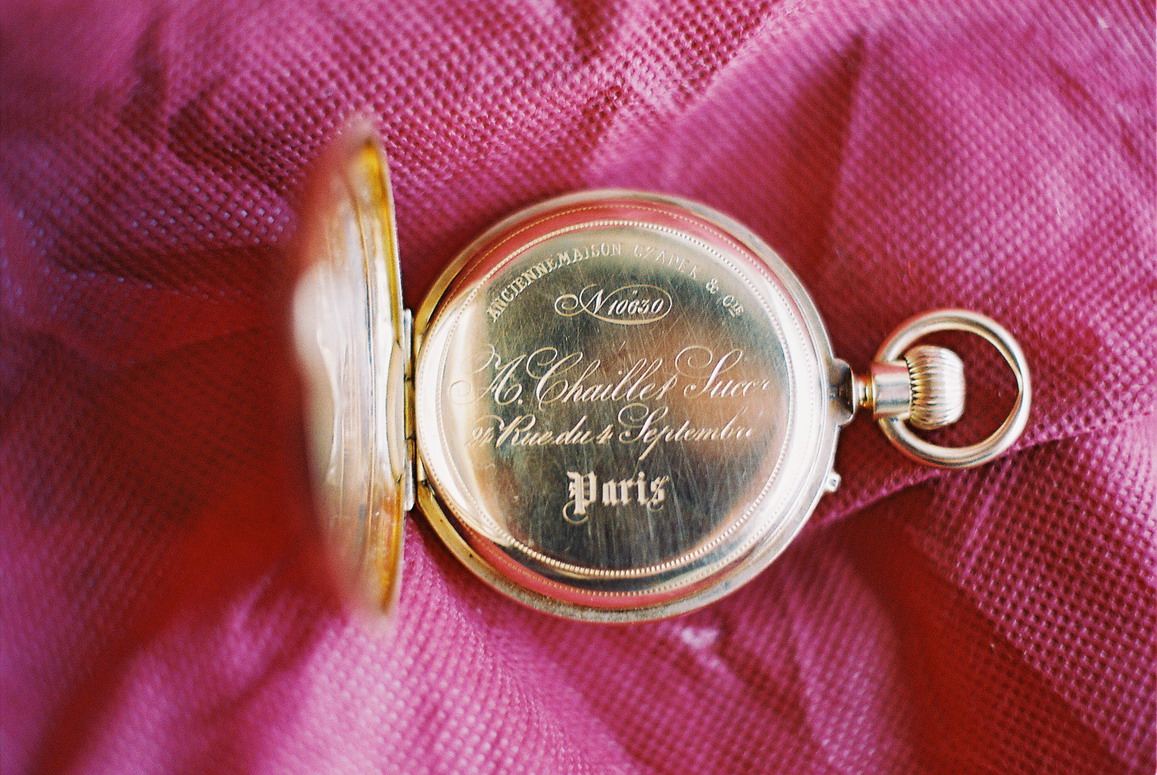
Tapa trasera abierta, tapa del movimiento con el nombre grabado del relojero, número de serie 10630 y (probablemente) el nombre de la tienda para la que fue fabricado

Franciszek Czapek (František Čapek en checo; François Czapek en francés; 4 de abril de 1811 - desaparecido en 1871) fue un maestro relojero polaco de origen checo, socio de Antoni Patek en la compañía Patek, Czapek & Cie.

## Semblanza
Czapek nació el 4 de abril de 1811 en Semonice (ahora parte de Jaroměř), Bohemia, hijo de Jan Czapek y Catherine, de soltera Walaschek. Participó en el Levantamiento de Noviembre polaco como soldado de la Guardia Nacional, en Varsovia. Después de su llegada a Ginebra, Suiza, el 1 de julio de 1832, adaptó su nombre al francés, pasando a ser François Czapek. En 1834 creó la firma Czapek & Moreau con el relojero suizo local Moreau, de Versoix. El 22 de octubre de 1836, François Czapek se casó con Marie, hija del relojero Jonas Pierre François Gevril de Carouge (1777-1854).
Desapareció misteriosamente en 1871.

## Patek, Czapek & Cie. (1839-1845)
El 1 de mayo de 1839, Antoni Patek y François Czapek fundaron una sociedad  en Ginebra bajo el nombre de PATEK, CZAPEK & CIE., que operó durante seis años. Esta sociedad produjo algunos relojes excepcionales que forman parte de importantes colecciones de relojería o subastas. Czapek era el jefe de relojería ("Finisseur"), mientras que Patek dirigía las ventas y la empresa. A partir de julio de 1840, la firma empezó a emplear gradualmente a media docena de trabajadores. Varios de ellos eran polacos, como Lilpop de Varsovia, Henryk Majewski de Lwów, y Siedlecki y Friedlein de Cracovia. Se producían aproximadamente 200 relojes al año.
Tras la disolución de la firma, Patek fundó PATEK, PHILIPPE CIE con un nuevo socio. Czapek fundó CZAPEK & CIE también con un nuevo socio, Juliusz Gruzewski.

## Czapek & Cie
En 1845, Francois Czapek fundó CZAPEK & CIE con un nuevo socio, Juliusz Gruzewski (1808-1865), amigo cercano del emperador francés Napoleón III (1808-1873). Su nueva empresa floreció, y Czapek se convirtió en relojero de la corte del emperador Napoleón III ("Fournisseur de la cour - Proveedores de la Corte Imperial") y tenía un taller en Ginebra, una tienda en París (en la Place Vendome 28, fundada en 1850), y otra en Varsovia (fundada en 1854). Czapek fue el autor del primer libro sobre relojería jamás publicado en polaco Observaciones sobre la relojería para uso de los relojeros y del público (Slów kilka o Zegarmistrzowstwie ku uzytku zegarmistrzów i publicznosci). La obra se imprimió en 1850 en Leipzig.
A principios de la década de 1860, Czapek participó en el Levantamiento de Enero.
Por razones desconocidas, la empresa supuestamente cambió de manos alrededor de 1869, posiblemente por enfermedad o muerte de Czapek. Se desconoce la fecha de la muerte de Czapek. Sin embargo, en un reloj de bolsillo con calendario y cuerda (ilustrado) figura una inscripción en francés en el interior de la caja que se traduce como "Antiguo establecimiento Czapek and Company / N.º 10630 / Sucesor de A. Chaillet / 84 Rue du 4 Septembre / París". En otra parte aparece la inscripción "1876 / Rudzicki". Esto indica que el negocio continuó durante algún tiempo después de la desaparición de Czapek.
La calle pasó a llamarse "Rue du Quatre Septembre" por orden del alcalde de París el 12 de septiembre de 1870, en honor al 4 de septiembre de 1870, día de la proclamación de la Tercera República. Ese mismo día, Napoleón III fue capturado por los prusianos y enviado al exilio en Inglaterra (donde murió en 1873). La continuación de la guerra franco-prusiana durante otros cinco meses antes de la derrota de Francia, la pérdida de su fundador y la llegada del nuevo gobierno posiblemente fueron factores que influyeron en el traslado de Czapek et Cie a Chaillet.
En 2011, CZAPEK & CIE fue restablecida en Basilea y se trasladó en 2014 a Neuchâtel, en Suiza.

## Galería de relojes históricos
|  |  |  |